# 亞伯拉罕·魯濱遜

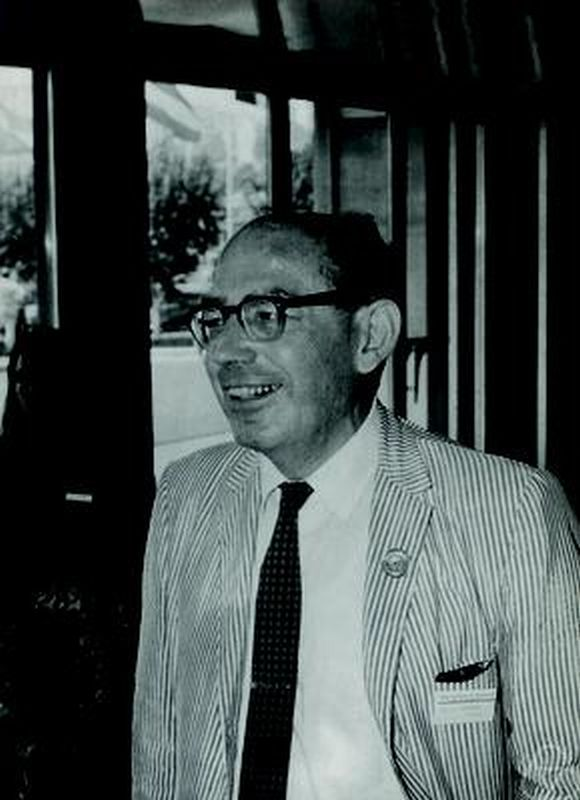
亞伯拉罕·魯濱遜

亞伯拉罕·魯濱遜（Abraham Robinson，1918年10月6日—1974年4月11日）是一位德國數學家。最著名的成就是發明非標準分析學，用嚴謹的方法來定義和運算實無限小與實無限大，將萊布尼茲的微分直觀落實。